# Ольжине (Бериславський район)
Ольжине (колишні німецькі колонії нім. Schöntal і нім. Eigental) — село в Україні, у Високопільській селищній громаді Бериславського району Херсонської області. Населення становить 419 осіб.

## Історія
7 (20) листопада 1917 року, відповідно до Третього Універсалу Української Центральної Ради, увійшло до складу Української Народної Республіки.
12 червня 2020 року, відповідно до Розпорядження Кабінету Міністрів України від № 726-р «Про визначення адміністративних центрів та затвердження територій територіальних громад Херсонської області», увійшло до складу Високопільської селищної громади.
19 липня 2020 року, в результаті адміністративно-територіальної реформи та ліквідації  Високопільського району, увійшло до складу Бериславського району.
Село тимчасово окуповане російськими військами у березні 2022 року
19 вересня 2024 року Верховна Рада підтримала перейменування села Ольгине на Ольжине. 26 вересня 2024 року перейменування набуло чинності.

## Постаті
- Гапич Віктор Вікторович (1992—2016) — молодший сержант Збройних сил України, учасник російсько-української війни[6].

## Населення
Згідно з переписом УРСР 1989 року чисельність наявного населення села становила 472 особи, з яких 215 чоловіків та 257 жінок.
За переписом населення України 2001 року в селі мешкало 419 осіб.

### Мовний склад
Рідна мова населення за даними перепису 2001 року:
| Мова       | Чисельність, осіб | Доля     |
| ---------- | ----------------- | -------- |
| Українська | 355               | 84,72 %  |
| Російська  | 62                | 14,80 %  |
| Інше       | 2                 | 0,48 %   |
| Разом      | 419               | 100,00 % |